# هيو بونر
هيو بونر (بالإنجليزية: Hugh Bonner) (1840 – 13 مارس 1908) كان رجل إطفاء ومسؤولاً حكوميًا أمريكيًا من أصل أيرلندي، عُرف بكونه المفوض السادس لإدارة الإطفاء في مدينة نيويورك (FDNY).

## الحياة المبكرة
وُلد هيو بونر في أيرلندا عام 1840، وهاجر في سنٍ مبكرة إلى الولايات المتحدة، حيث استقر في مدينة نيويورك، وانخرط في العمل ضمن جهاز الإطفاء بالمدينة.

## المسيرة المهنية
بدأ بونر حياته المهنية كرجل إطفاء ميداني، ثم ترقى في الرتب تدريجيًا بفضل تفانيه ومهاراته القيادية. في نهاية القرن التاسع عشر، أصبح واحدًا من أبرز الشخصيات في جهاز الإطفاء بنيويورك.
عُيِّن مفوضًا لإدارة إطفاء مدينة نيويورك، ليصبح بذلك المفوض السادس في تاريخ الإدارة. خلال فترة ولايته، أشرف على تحديث أنظمة السلامة ومعدات الإطفاء، واهتم برفاهية رجال الإطفاء.

## الوفاة والإرث
توفي هيو بونر في 13 مارس 1908 في مدينة نيويورك. ويُذكر بأنه ساهم في ترسيخ مهنية جهاز الإطفاء بالمدينة في مرحلة حاسمة من تاريخه. وقد كُرّم لاحقًا في سجلات الإدارة كشخصية محورية في تطوير جهاز الإطفاء الحديث.